# Radiovce
Radiovce, en  macedonio Радиовце (Radiovtse), es un pueblo del municipio de Brvenica cercano a la ciudad de Tetovo, en Macedonia del Norte. 
El pueblo de Radiovce es uno de los más nuevos del municipio de Brvenica, pero sin embargo es el centro de la vida social de los pueblos circundantes. Está dividido en tres zonas: Radiovce Alto (Zbiralo), Medio (Vakov) y Bajo (Koriќansko).

## Geografía y localización
Radiovce es uno de los pocos pueblos del municipio de Brvenica que está situado en terreno llano. El pueblo está cerca de los ríos Vardar y Bogovinjska. Estos dos ríos son de suma importancia para la gente de Radiovce, ya que de ellos obtienen abundante pesca y también hacen que la tierra sea idónea para cultivar maíz, frijoles —que son muy populares en Macedonia del Norte—, trigo, centeno y muchas verduras y frutas de todo tipo que llevan cultivándose en esas tierras desde hace varios siglos. También cerca del pueblo se halla la montaña Suva Gora que proporciona a la población leña y madera para las fábricas locales. Asimismo, ha de ser mencionado el camino regional que une Gostivar y Tetovo. Además de la carretera, este camino es relevante, ya que convierte a Radiovce en un punto importante del valle de Polog.

## Historia
A finales del siglo XIX, en la época del Imperio otomano, Radiovce era una parte de la región de Tetovo. En 1900 vivían en Radiovce alrededor de 150 personas, principalmente búlgaros ortodoxos. En aquel período, la gente se organizaba y se agrupaba bajo la influencia del líder espiritual de la iglesia bulgra. Después de la caída del Imperio otomano, Radiovce estuvo bajo control serbio, ya que Macedonia se dividió en tres partes: Vardar, Pirin y Macedonia del Egeo (la actual Macedonia griega). La Macedonia del Vardar estaba bajo el control de Serbia. Más tarde, después de la Primera y Segunda Guerra Mundial Macedonia y también Radiovce pasaron a formar parte del nuevo Reino de serbios, croatas y eslovenos, y después de 1945 Macedonia se unió a la República Federal Socialista de Yugoslavia. Tras la caída de la RFSY, Radiovce forma parte de la independiente Macedonia del Norte.

## Etimología
Dice la leyenda que cuando las tierras de Radiovce solo eran campos inhóspitos de pastura para los rebaños de ovejas de algunos pastores, un buen día, a uno de ellos le gustó tanto el lugar que decidió hacer una cabaña rústicas con lo materiales que pudo recolectar para poder descansar mientras las ovejas comían. Los habitantes de los pueblos vecinos se extrañaron y no podían entender por qué ese pastor prefería vivir solo en esa cabaña, a lo que él siempre contestaba: «Radi ovce» (en dialecto Tetovo vendría a decir debido a las ovejas). Al cabo de poco tiempo, el lugar empezó a ser habitado por más personas pasándose a conocerse como Radiovce.
Hay otra leyenda minoritaria que dice que el nombre nació después que los habitantes de las montañas bajaran a vivir en las tierras actuales para Rad y Ovce, para trabajar y pasturar las ovejas.
A pesar de tener una intensa relación con las ovejas desde los inicios, a los habitantes también se los conocía como rakaris (en castellano, cangrejos) debido a la gran cantidad de dichos crustáceos que se podían encontrar en los ríos cercanos, sin embargo, actualmente ya no quedan debido a los altos niveles de suciedad por culpa de los vertidos de las fábricas cercanas.

## Demografía
Según el censo realizado en 2002, el pueblo tiene 1049 habitantes. La población de Radiovce es multicultural, estando compuesta por 346 macedonios, 691 albaneses y una pequeña porción de otras nacionalidades. 
Desde el punto de vista histórico, la población de Radiovce siempre ha convivido con grupos étnicos distintos, llegando de distintas zonas del Valle Polog y otros lugares de Macedonia. Los habitantes más recientes han llegado de pueblos cercanos como Žerovjane, Lisec, Gradec, Strimnica y del valle Porečie, mientras que los pioneros llegaron desde Gurgurnica, Korita y Čegrane. También hay algunos romanos y serbios.

## Relaciones con las poblaciones cercanas
Al ser un pueblo tan pequeño, muchos recursos básicos como hospitales, administraciones, grandes comercios y escuelas están situadas en otras ciudades alejadas como Gostivar o Tetovo. Curiosamente, los habitantes de Radiovce han preferido ir a Tetovo a pesar de estar un poco más lejos que Gostivar, no obsatante, las relaciones económicas entre ambas poblaciones son buenas.

## Ocio
Radiovce había contado con su propio club de fútbol ganador la liga regional en Tetovo, hasta que en el año 1990 tuvo que cerrar por graves problemas económicos. Posteriormente, intentaron reflotarlo pero sin éxito alguno.
El pueblo contaba con una zona recreativa en la orilla del río Vardar para pasear o nadar hasta que empezaron a acumularse residuos de las fábricas cercanas, impidiendo realizar actividades lúdicas en la actualidad.

## Personas destacadas
- Jovan Pavlovski, escritor.
- Rajko Avramovski († 1989), soldado de la II Guerra Mundial.
- Živko Stefanovski, escritor y periodista.
- Duško Milevski († 2005), doctor especialista.
- Boško Stefanoski († 2005), economista y escritor.